# همراهان سفر (نقاشی)
همراهان سفر (به انگلیسی: The Travelling Companions) یک نقاشی رنگ روغن روی بوم اثر هنرمند بریتانیایی آگوستوس لئوپولد اگ است که در سال ۱۸۶۲ کشیده شده است. این اثر در موزه و گالری هنر بیرمنگام نگهداری می‌شود، که در سال ۱۹۵۶ توسط بنیاد خیریه جان فینی اهدا شد.